# Ey sham
Ey sham (hebräisch אי שם ‚Irgendwo‘) ist ein hebräischsprachiges Lied, das von Nurit Hirsch komponiert und von Ehud Manor getextet wurde. Als israelischer Debütbeitrag wurde der Titel beim Eurovision Song Contest 1973 von Ilanit interpretiert. Sie nahm auch eine deutsche Version unter dem Titel Weit, so weit der Regenbogen reicht auf, sowie auf Englisch und Italienisch.

## Hintergrund und Produktion
1972 war Ilanit auf einer Tour in Deutschland, als ihre Produzenten ihr vorschlugen, Deutschland beim Eurovision Song Contest zu vertreten. Dabei stellten sie fest, dass Israel zwar Mitglied der Europäischen Rundfunkunion war, jedoch bislang nicht am Wettbewerb teilnahm. Eine Anfrage an den israelischen Rundfunk ergab, dass das Land jedes Jahr zum Eurovision Song Contest eingeladen werde, jedoch noch nie eine Teilnahme erwogen hatte, da hierfür kein Budget zur Verfügung gestellt wurde. Ilanit und ihr Team beschlossen deshalb, eine Teilnahme aus eigenen Mitteln zu finanzieren. Da die Anmeldefrist für den Eurovision Song Contest 1972 bereits abgelaufen war, wurde eine Teilnahme für 1973 vereinbart.
Bei der Produktion des Liedes hätten sich Ilanit, Hirsch, Manor und Schlomo Tsach vom italienischen Sanremo-Festival inspiriert. Der Titel wurde unter der Leitung von Jimmy Bowen und Hanspeter Huber produziert. Das Arrangement schrieb Boris Joijić. Unter der Mitwirkung seines Orchesters wurden auch die Aufnahmen eingespielt. Das Lied wurde speziell für den Eurovision Song Contest geschrieben.

## Musik und Text
Der Refrain erwähnt das titelgebende „Ey sham“ als einen Ort, an dem die Sängerin und eine Person oder eine Gruppe, die als „wir“ angesprochen wird, den „Garten der Liebe“ (hebräisch את גן האהבה et gan ha'ahava). Der deutsche Text folgt sinngemäß dem hebräischen Text und umschreibt einen Ort „wo die Liebe wohnt“, an den die Interpretin entfliehen möchte. In der ersten Strophe wird Ilanit ausschließlich vom Klavier begleitet, ehe zum Beginn des Refrains Blasinstrumente dominant werden. In der zweiten Strophe wird die Interpretin hauptsächlich von Streichern begleitet. Ein prägender Teil dieses Abschnittes ist die Verwendung der Oboe. Die zweite Strophe ist doppelt so lang wie die erste. Die letzte Wiederholung des Refrains ist im Gegensatz zur Exposition nur halb so lang. Als Outro werden die letzten zwei Zeilen wiederholt.

## Beim Eurovision Song Contest
Aufgrund der israelischen Teilnahme wurden die Sicherheitsvorkehrungen verschärft und für die israelische Delegation besondere Vorkehrungen getroffen. Israel war das erste außereuropäische Land, das beim Eurovision Song Contest teilnahm und blieb dies auch bis 1980. Ilanit trat als letzte von insgesamt 17 Vertretern auf. Dirigentin war Nurit Hirsch. Somit war Hirsch die zweite von drei Frauen, die das Orchester beim Wettbewerb je leiteten. Monica Dominique dirigierte bereits einige Minuten zuvor den schwedischen Beitrag. Im Gegensatz zur Studioversion trat Ilanit ohne Begleitsänger auf. Israel erreichte schließlich mit 97 Punkten den vierten Platz, wobei von Luxemburg die höchste Zahl von acht Punkten vergeben wurde.

## Rezeption
Nach der erfolgreichen Teilnahme des Landes beim Wettbewerb entschloss sich der israelische Rundfunk, die Teilnahme zukünftig aus seinem Budget zu finanzieren.
Das bis heute verbreitete Gerücht, wonach Ilanit als Teil der Sicherheitsvorkehrungen eine schusssichere Weste während ihres Auftritts beim Eurovision Song Contest getragen haben soll, wurde sowohl von der Interpretin als auch von der Komponistin dementiert.
Wie bereits erwähnt, nahm Ilanit für den deutschen Markt eine Version mit dem Titel Weit, so weit der Regenbogen reicht auf. Den Text hierzu schrieb Fini Busch. Eine italienische Fassung mit dem Namen Lei schrieb Paolo Limiti. Die englischsprachige Fassung All make believe schrieben Wayne Bickerton und Tony Waddington.